# Черрі-стріт (Мангеттен)
Черрі-стріт (англ. Cherry Street) — вулиця з одностороннім рухом у Нью-Йоркському боро Мангеттен. Наразі складається з двох ділянок, які здебільшого проходять уздовж парків, громадських будинків, кооперативних будинків, багатоквартирних будинків і перетинається під Мангеттенським мостом.

## Історія
Черрі-стріт спочатку була заснована в колоніальні часи, щоб пролягати від перехрестя Перл-стріт і Франкфорт-стріт у Нижньому Мангеттені, приблизно за 2,32 км на схід до Гранд-стріт у Корліарс-Гук. Ділянка між Перл-стріт і Кетрін-стріт була прибрана квартал за кварталом через розвиток інфраструктури, починаючи з будівництва Бруклінського мосту в 1860-х роках. До того, як різні ділянки були знесені, частина навколишнього району була відома як Черрі-гілл. Знесена частина тепер містить будинки Альфреда Е. Сміта.